# Poliomintha
Poliomintha là một chi thực vật có hoa trong họ Hoa môi (Lamiaceae).

## Loài
Chi Poliomintha gồm các loài: